# Hässjö landskommun
Hässjö landskommun var en tidigare kommun i Västernorrlands län. Kommunkod 1952-1970 var 2211.

## Administrativ historik
Hässjö landskommun inrättades den 1 januari 1863 i Hässjö socken i Medelpad när 1862 års kommunalförordningar trädde i kraft.
Vid kommunreformen 1952 bildade den "storkommun" genom sammanläggning med kommunerna Ljustorp och Tynderö.
År 1971 blev kommunen en del av den nya Timrå kommun.

### Kyrklig tillhörighet
I kyrkligt hänseende tillhörde kommunen Hässjö församling. Den 1 januari 1952 tillkom Ljustorps församling och Tynderö församling.

## Kommunvapnet
Blasonering: I fält av guld en röd enmastad båt med spri samt vid masttoppen en framåt blåsande tvåtungad blå vimpel.
Detta vapen fastställdes av Kungl. Maj:t den 16 december 1960. Se artikeln om Timrå kommunvapen för mer information.

## Geografi
Hässjö landskommun omfattade den 1 januari 1952 en areal av 708,70 km², varav 679,70 km² land.

### Tätorter i kommunen 1960
I Hässjö kommun fanns tätorten Söråker, som hade 1 824 invånare den 1 november 1960. Tätortsgraden i kommunen var då 32,2 procent.

## Politik

### Mandatfördelning i valen 1938-1966
| 16 | 3 | 3 | 2 |  |

| 25 |

| 18 | 5 | 2 |

| 24 |

| 3 | 14 | 5 | 2 |  |

| 23 |

|  | 23 | 8 | 8 |

| 37 |

| 2 | 21 | 7 | 7 | 3 |

| 36 |

| 2 | 20 | 9 | 5 | 4 |

| 34 | 6 |

| 2 | 22 | 9 | 5 | 2 |

| 32 | 8 |

| 3 | 16 | 9 | 4 |  | 2 |

| 31 |

### Fotnoter
1. ↑  Per Andersson: Sveriges kommunindelning 1863-1993, Draking, Mjölby 1993, ISBN 91-87784-05-X, s. 92
2. ↑  Svenska Heraldiska Föreningens vapendatabas
3. ↑   (PDF) Folkräkningen den 31 december 1950, I, Areal och folkmängd inom särskilda förvaltningsområden m.m., Tätorter. Stockholm: Statistiska centralbyrån. 1952-05-19. sid. 108. Arkiverad från originalet den 1 oktober 2014. https://www.webcitation.org/6T09ZkyrB?url=http://www.scb.se/Grupp/Hitta_statistik/Historisk_statistik/_Dokument/SOS/Folkrakningen_1950_1.pdf. Läst 9 oktober 2014 Arkiverad 29 oktober 2013 hämtat från the Wayback Machine.
4. ↑  SCB Folkräkningen 1960 del 2 Arkiverad 24 september 2015 hämtat från the Wayback Machine. sida 42 i pdf:en

- Se kartdata överlagrat på OSM (Kartdata)